# آسيا رحاحليه
آسيا رحاحليه قاصّة وكاتبة جزائرية من مواليد 1963 بخميسة (بلدية سدراتة) بولاية سوق أهراس.
تحمل شهادة ليسانس في الإنجليزية من جامعة قسنطينة (دفعة 1987). بدأت بالكتابة سنة 1979 ثمّ تخصصت في تدريس اللغة الإنجليزية لمدة 23 سنة.
تنشر في العديد من المجلات والصحف الإلكترونية: ملتقى الأدباء والمبدعين العرب، المثقف، البعيد، الحوار المتمدن، أصوات الشمال، الناقد العراقي، خزائن الجمان، فرسان الثقافة، أنفاس، البعيد، جريدة الحوراء الأسبوعية..الخ. كما شاركت في العديد من الملتقيات الأدبية داخل الوطن. وهي عضو في اتحاد الكتاب الجزائريين (فرع سوق أهراس).
لأسيا رحاحليه أيضا عدة محاولات شعرية سواء في الشعر العمودي أو في الشعر الحرّ. وهي ترى أن الحياة بائسة لولا الشعر والشعراء. وعن وظيفة الشعراء والأدباء وأهميتهم تقول:

لو كان بإمكاني
لأجلستُ الشعراء فوق كراسي الحكام
و نصبتُ الأدباء على عروش الملوك
لأنّهم إذا دخلوا قرية أصلحوها.

## الأعمال الأدبية المطبوعة
- ليلة تكلّم فيها البحر (مجموعة قصصية). دارالهدى (عين مليلة، الجزائر). 2010.
- سكوت، إنّي أحترق (مجموعة قصصية). دارالهدى (عين مليلة، الجزائر). 2012.
- أعتقني من جنّتك (مجموعة قصصية). دارالهدى (عين مليلة، الجزائر). 2014.
- تدق الساعة تمام الغياب (مجموعة قصصية). دارالهدى (عين مليلة، الجزائر). 2015.
- أوركسترا الموت (رواية). من منشورات -الجزائر تقرأ- 2018
- حبة رمل على شاطئ بعيد  (مجموعة قصصية). من منشورات دار خيال للنشر و الترجمة 2021

## كتب بالإنجليزية
- كتاب شبه مدرسي: Be focused لطلاب النهائي ثانوي. دارالهدى (عين مليلة، الجزائر).
- كتاب شبه مدرسي لطلاب النهائي ثانوي Be prepared for the Bac. دارالهدى (عين مليلة، الجزائر).

## إسهامات أخرى
- في كتاب المشهد الأدبي الجزائري، مقاربات ومواجهات ساخنة للكاتب اليمني حميد عقبي الذي صدر عن دار حروف منثورة للنشر الاكتروني سنة 2016.
- دخلت ميدان الترجمة حيث بدأت بترجمة الشعر منذ سنة 2023.
- ساهمت بالترجمة في كتاب  المعرفة و الابداع و التحرر- مسائل ما بعد كولونيالية و كولونيالية الصادر عن جامعة صفاقس بتونس.
- ساهمت في عدد من المجلة الفكرية مثاقفات الصادرة ببريطانيا بترجمة دراسات التابع لإدوارد سعيد.

## مخطوطات
- سبائك التعب (ومضات شعرية -هايكو-)
- الغريبة (رواية)

## تكريمات
- درع المثقف للثقافة والأدب والفن من قبل مؤسسة المثقف العربي في سيدني بمناسبة اليوم العالمي للمرأة سنة 2014.

## وصلات
- لقاء اذاعي من حصة (لقاء مع الحرف) مع القاصة آسيا رحاحليه في اذاعة سوق أهراس الجهوية